# 제임스 워런
제임스 워런(James Warren, 1913년 2월 24일 ~ 2001년 3월 28일)은 미국의 배우, 영화배우이다.
매리에타에서 태어났다.

## 영화
- 14시간 (1951년)
- 미트 더 피플 (1944년)
- 더 휴먼 코미디 (1943년)
- 싸우잰드 치어 (1943년)
- 걸 크레이지 (1943년)
- 쉽 아호이 (1942년)
- 세븐 스윗하트 (1942년)